# Robert Galloway
Robert Galloway (nació el 24 de septiembre de 1992) es un jugador de tenis estadounidense.
Galloway su ranking ATP  más alto de singles fue el número 1037, logrado el 25 de octubre de 2021. Su ranking ATP más alto de dobles fue el número 82, logrado el 22 de abril de 2019.

## Títulos ATP (2; 0+2)

### Dobles (2)
| Leyenda                         |
| Grand Slam (0)                  |
| ATP Wourld Tour Finals (0)      |
| ATP Masters 1000 World Tour (0) |
| ATP World Tour 500 series (0)   |
| ATP World Tour 250 series (2)   |

| N.º | Fecha                 | Torneo       | Superficie | Pareja      | Oponentes en la final          | Resultado        |
| --- | --------------------- | ------------ | ---------- | ----------- | ------------------------------ | ---------------- |
| 1.  | 19 de febrero de 2024 | Delray Beach | Dura       | Julian Cash | Santiago González Neal Skupski | 5-7, 7-5, [10-2] |
| 2.  | 29 de junio de 2024   | Mallorca     | Hierba     | Julian Cash | Diego Hidalgo Alejandro Tabilo | 6-4, 6-4         |

#### Finalista (6)
| N.º | Fecha                 | Torneos       | Superficie | Pareja               | Oponentes en la final             | Resultado         |
| --- | --------------------- | ------------- | ---------- | -------------------- | --------------------------------- | ----------------- |
| 1.  | 16 de junio de 2024   | Stuttgart     | Hierba     | Julian Cash          | Rafael Matos Marcelo Melo         | 6-3, 3-6, [8-10]  |
| 2.  | 24 de agosto de 2024  | Winston-Salem | Dura       | Julian Cash          | Nathaniel Lammons Jackson Withrow | 4-6, 3-6          |
| 3.  | 1 de octubre de 2024  | Tokio         | Dura       | Ariel Behar          | Julian Cash Lloyd Glasspool       | 4-6, 6-4, [10-12] |
| 4.  | 20 de octubre de 2024 | Amberes       | Dura (i)   | Aleksandr Nedovyesov | Alexander Erler Lucas Miedler     | 4-6, 6-1, [8-10]  |
| 5.  | 9 de febrero de 2025  | Dallas        | Dura (i)   | Ariel Behar          | Christian Harrison Evan King      | 6-7(4), 6-7(4)    |
| 6.  | 25 de junio de 2025   | Mallorca      | Hierba     | Yuki Bhambri         | Santiago González Austin Krajicek | 1-6, 6-1, [13-15] |